# Taschenbuch für den Maschinenbau
Dubbel – Taschenbuch für den Maschinenbau, meist nur kurz als Dubbel bezeichnet, ist ein technisches Nachschlagewerk. Der Dubbel gilt über den deutschen Sprachraum hinaus als ein Standardwerk für Techniker und Ingenieure im Maschinen- und Anlagenbau in Beruf und Ausbildung.

## Geschichte

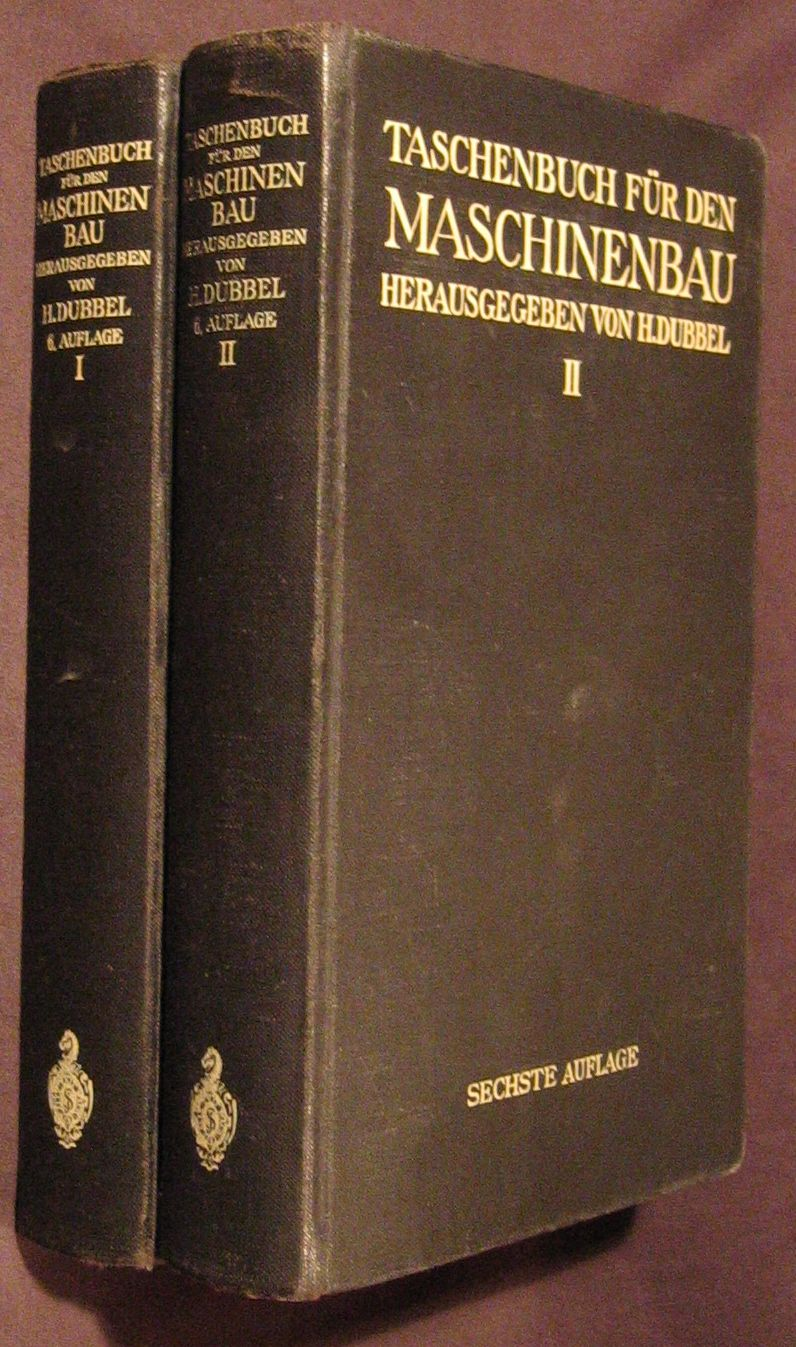
6. Auflage 1935
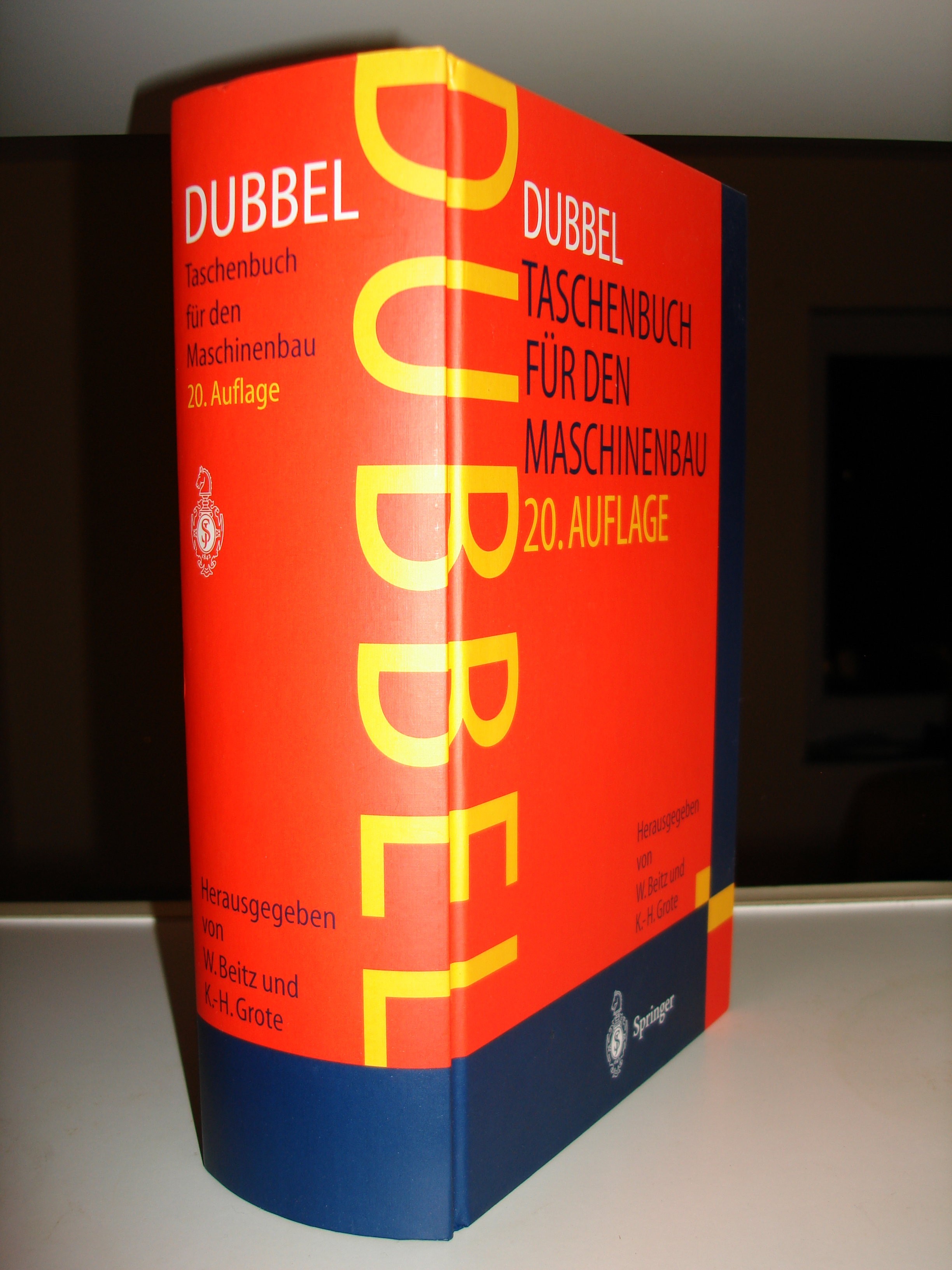
20. Auflage, 2001

Die erste Auflage des Dubbel wurde 1912 durch Heinrich Dubbel angeregt, der zu der Zeit eine Lehrtätigkeit im Bereich Maschinenbau an der Beuth-Schule in Berlin ausübte. Dubbel hatte schon mehrere Veröffentlichungen bei der Verlagsbuchhandlung Julius Springer und trat deshalb mit seiner Idee in Verhandlung mit Julius Springer d. J., der für das Technik-Programm des Verlages zuständig war.
Bereits Mitte 1914 erschien dann die erste Auflage, bei der Dubbel die nicht von ihm bearbeiteten Teile zu einem Großteil von Kollegen der Beuth-Schule bearbeiten ließ. Sie war bis heute die Auflage mit der geringsten Anzahl von Exemplaren. Trotzdem war, bedingt durch den Ausbruch des Ersten Weltkriegs, die Nachfrage zu gering und erst nach Kriegsende besserten sich die Verkaufszahlen. 1919 erschien dann die zweite Auflage, der dann in den Jahren 1920, 1924, 1929, 1934, 1939, 1941 und 1943 weitere Auflagen folgten. Am 1. März 1933 wurde das Taschenbuch für den Maschinenbau als „Lehrbuch an den Preußischen Ingenieurschulen“ anerkannt. Heinrich Dubbel arbeitete bis zur Vorbereitung der 10. Auflage mit, die im Wesentlichen ein Nachdruck der 9. Auflage war. Deren Veröffentlichung erlebte er jedoch nicht mehr.
Nach dem Zweiten Weltkrieg wurden für die elfte Auflage als Herausgeber Professor Friedrich Sass, Ordinarius für Dieselmaschinen an der Technischen Universität Berlin, der Direktor der Beuth-Schule, Charles Bouché sowie Ingenieur Alois Leitner gewonnen. Es wurden mehrere Fachgebiete (Ähnlichkeitsmechanik, Gasdynamik, Gaserzeuger und Kältetechnik) neu eingeführt, unter Beibehaltung der von Heinrich Dubbel eingeführten Strukturen. Die elfte Auflage, erschienen 1953 (1956 erschien ein „Zweiter berichtigter Neudruck der elften völlig überarbeiteten Auflage“), und die zwölfte Auflage von 1961 waren mit je 160.000 Exemplaren in mehreren Neudrucken die erfolgreichsten. Die 13. Auflage gab Professor Egon Martyrer mit heraus. In dieser Auflage wurde im Vorgriff auf das ausstehende Einheitengesetz das SI-Einheitensystem eingeführt. Mit der 14. Auflage, die 1981 erschien, wurden umfangreichere Erweiterungen vorgenommen, das Format änderte sich und der Name „Taschenbuch“ ist inzwischen nur noch durch die Tradition begründet, die 23. Auflage umfasst 1938 Seiten. Herausgeber waren von da an Professor Wolfgang Beitz (1935–1998) von der Technischen Universität Berlin und Professor Karl-Heinz Küttner von der Technischen Fachhochschule Berlin. Die 17. Auflage brachte eine neuerliche Erweiterung um die Fachgebiete Verfahrenstechnik, Elektronik und Roboter mit sich. Die 18. Auflage erschien 1995, die 19. zwei Jahre später mit Neubearbeitung oder Überarbeitung der Themen Kältetechnik, Kolbenmaschinen, Kraftfahrzeugtechnik, Elektronische Datenverarbeitung. Seit 2006 wird der Dubbel von Karl-Heinrich Grote und Jörg Feldhusen herausgegeben. 2018 erschien die 25. Auflage, herausgegeben von Karl-Heinrich Grote, Beate Bender und Dietmar Göhlich, als Buch und zugleich als E-Book und als sogenanntes Smart-Book. 2020 folgte die 26. Auflage, herausgegeben von Beate Bender und Dietmar Göhlich, als 3-bändiges Buch.
| Jahr | Auflage | Überarbeitungsinhalt                                                                                             | Exemplare |
| ---- | ------- | --- | --------- |
| 1914 | 1.      | – | –         |
| 1961 | 12.     | – | 160.000   |
| 1997 | 19.     | Kältetechnik, Kolbenmaschinen, Kraftfahrzeugtechnik, Elektronische Datenverarbeitung                             | –         |
| 2005 | 21.     | – | –         |
| 2007 | 22.     | – | –         |
| 2011 | 23.     | – | –         |
| 2014 | 24.     | Kapitel Medizintechnik und MDesign (eine Berechnungssoftware für Ingenieursaufgaben) ,Formelsammlung hinzugefügt | –         |
| 2018 | 25.     | Kapitel Grundlagen der Produktentwicklung und Biomedizinische Technik hinzugefügt                                | –         |
| 2020 | 26.     | „Taschenbuch“ nun in drei Bände aufgeteilt                                                                       | –         |

Von 1914 bis 1994 wurden etwa 920.000 Exemplare des Taschenbuchs für den Maschinenbau verkauft, davon 185.000 in den von Heinrich Dubbel bearbeiteten Auflagen.

## Verbreitung
Das Taschenbuch für den Maschinenbau erfreute sich schon früh internationaler Beliebtheit. Schon in den 1920er Jahren verlegte der Springer-Verlag eine erste russische Übersetzung, der eine weitere, nicht autorisierte, folgte. Lizenzen für griechische, italienische, jugoslawische, portugiesische, spanische und tschechische Ausgaben konnten nach dem Zweiten Weltkrieg erteilt werden. Die 14. Auflage erschien 1984 in einer italienischen Ausgabe, 1991 in einer chinesischen und 1994 einer englischen Übersetzung.